# Bulgarie aux Jeux olympiques d'hiver de 2022
La Bulgarie participe aux Jeux olympiques d'hiver de 2022 à Pékin en Chine du 4 au 20 février 2022. Il s'agit de sa vingt-et-unième participation à des Jeux d'hiver.

## Athlètes engagés
| Sport               | Hommes | Femmes | Total |
| ------------------- | ------ | ------ | ----- |
| Biathlon            | 4      | 4      | 8     |
| Luge                | 1      | 0      | 1     |
| Patinage artistique | 0      | 1      | 1     |
| Saut à ski          | 1      | 0      | 1     |
| Ski alpin           | 2      | 1      | 3     |
| Snowboard           | 1      | 0      | 1     |
| Total               | 9      | 6      | 15    |

## Résultats

### Biathlon
| Dimitar Gerdzhikov | 53 min 54 s 2 | 2 (1+0+1+0) | 41e | 26 min 56 s 5 | 2 (1+1) | 63e | -             | -           | -   |
| Vladimir Iliev     | 55 min 37 s 5 | 5 (2+1+1+1) | 61e | 25 min 52 s 2 | 2 (0+2) | 31e | 43 min 41 s 3 | 7 (2+2+2+1) | 25e |
| Anton Sinapov      | 58 min 47 s 6 | 6 (2+1+1+2) | 85e | 26 min 45 s 4 | 2 (0+2) | 56e | 47 min 8 s 3  | 7 (2+0+3+2) | 55e |
| Blagoy Todev       | -             | -           | -   | 26 min 39 s 2 | 1 (0+1) | 52e | 47 min 5 s    | 6 (1+3+1+1) | 53e |

| Lora Hristova   | -             | -           | -   | 26 min 27 s 7 | 4 (3+1) | 89e | -             | -           | -   |
| Daniela Kadeva  | 59 min 30 s 4 | 8 (4+1+2+1) | 86e | 24 min 33 s 1 | 1 (1+0) | 84e | -             | -           | -   |
| Milena Todorova | 50 min 14 s 9 | 5 (0+2+0+3) | 52e | 22 min 15 s 4 | 1 (1+0) | 17e | 39 min 20 s 6 | 6 (0+0+2+4) | 31e |
| Maria Zdravkova | 50 min 13 s 1 | 1 (0+1+0+0) | 50e | 24 min 39 s 1 | 1 (0+1) | 78e | -             | -           | -   |

| Athlètes                                                          | Épreuve | Temps               | Pénalité | Rang |
| ----------------------------------------------------------------- | ------- | ------------------- | -------- | ---- |
| Dimitar Gerdzhikov Vladimir Iliev Anton Sinapov Blagoy Todev      | Hommes  | 1 h 27 min 5 s 3    | 2+11     | 18e  |
| Lora Hristova Daniela Kadeva Milena Todorova Maria Zdravkova      | Femmes  | Ont concédé un tour | 1+7      | 18e  |
| Vladimir Iliev Dimitar Gerdzhikov Milena Todorova Maria Zdravkova | Mixte   | Ont concédé un tour | 3+9      | 19e  |

### Luge
| Athlètes      | Épreuve          | Course 1 | Course 1 | Course 2 | Course 2 | Course 3 | Course 3 | Course 4 | Course 4 | Total          | Total |
| Athlètes      | Épreuve          | Temps    | Rang     | Temps    | Rang     | Temps    | Rang     | Temps    | Rang     | Temps          | Rang  |
| ------------- | ---------------- | -------- | -------- | -------- | -------- | -------- | -------- | -------- | -------- | -------------- | ----- |
| Pavel Angelov | Monoplace hommes | 59 s 555 | 29e      | 59 s 753 | 29e      | 59 s 545 | 29e      | Éliminé  | Éliminé  | 2 min 58 s 853 | 28e   |

### Patinage artistique
| Athlète          | Épreuve           | Programme court Danse originale | Programme court Danse originale | Programme libre Danse libre | Programme libre Danse libre | Total  | Total |
| Athlète          | Épreuve           | Points                          | Rang                            | Points                      | Rang                        | Points | Rang  |
| ---------------- | ----------------- | ------------------------------- | ------------------------------- | --------------------------- | --------------------------- | ------ | ----- |
| Alexandra Feigin | Individuel femmes | 59,16                           | 23e                             | 100,15                      | 24e                         | 159,31 | 24e   |

### Saut à ski
| Athlète            | Épreuve                   | Qualification | Qualification | Qualification | Finale   | Finale   | Finale   | Finale   | Finale  | Finale  | Finale  | Finale  |
| Athlète            | Épreuve                   | Qualification | Qualification | Qualification | 1er saut | 1er saut | 1er saut | 2e saut  | 2e saut | 2e saut | Total   | Total   |
| Athlète            | Épreuve                   | Distance      | Points        | Rang          | Distance | Points   | Rang     | Distance | Points  | Rang    | Points  | Rang    |
| ------------------ | ------------------------- | ------------- | ------------- | ------------- | -------- | -------- | -------- | -------- | ------- | ------- | ------- | ------- |
| Vladimir Zografski | Hommes (tremplin normal), | 97,5 m        | 99,7          | 13e           | 99,0 m   | 126,7    | 24e      | 97,0 m   | 118,6   | 23e     | 245,3   | 22e     |
| Vladimir Zografski | Hommes (grand tremplin) , | 117,0 m       | 95,6          | 37e           | 125,0 m  | 112,5    | 38e      | Éliminé  | Éliminé | Éliminé | Éliminé | Éliminé |

### Ski alpin
| Athlète       | Épreuve      | 1re manche   | 1re manche | 2e manche    | 2e manche | Total         | Total   |
| Athlète       | Épreuve      | Temps        | Rang       | Temps        | Rang      | Temps         | Rang    |
| ------------- | ------------ | ------------ | ---------- | ------------ | --------- | ------------- | ------- |
| Kamen Zlatkov | Slalom       | 55 s 66      | 20e        | Abandon      | Abandon   | Abandon       | Abandon |
| Albert Popov  | Slalom       | 54 s 62      | 9e         | 50 s 53      | 8e        | 1 min 45 s 15 | 9e      |
| Albert Popov  | Slalom géant | 1 min 7 s 60 | 27e        | 1 min 7 s 34 | 7e        | 2 min 14 s 94 | 17e     |

| Athlète        | Épreuve      | 1re manche   | 1re manche | 2e manche    | 2e manche | Finale        | Finale  |
| Athlète        | Épreuve      | Temps        | Rang       | Temps        | Rang      | Temps         | Rang    |
| -------------- | ------------ | ------------ | ---------- | ------------ | --------- | ------------- | ------- |
| Eva Vukadinova | Slalom       | 1 min 0 s 71 | 49e        | Abandon      | Abandon   | Abandon       | Abandon |
| Eva Vukadinova | Slalom géant | 1 min 5 s 58 | 44e        | 1 min 5 s 88 | 37e       | 2 min 11 s 46 | 36e     |

### Snowboard
| Athlète         | Épreuve | Qualification | Qualification | Huitième de finale | Quart de finale | Demi-finale | Finale     | Finale |
| Athlète         | Épreuve | Temps         | Rang          | Adversaire         | Adversaire      | Adversaire  | Adversaire | Rang   |
| --------------- | ------- | ------------- | ------------- | ------------------ | --------------- | ----------- | ---------- | ------ |
| Radoslav Yankov | Hommes  | 1 min 22 s 48 | 15e           | Karl Défaite       | Éliminé         | Éliminé     | Éliminé    | 15e    |